# Hôtel de ville de Pierrefitte-sur-Seine
L’hôtel de Ville de Pierrefitte-sur-Seine est le principal bâtiment administratif de la commune de Pierrefitte-sur-Seine dans le département de la Seine-Saint-Denis en région Île-de-France.

## Localisation
Il est situé place de la Libération, où se croisent le boulevard Jean-Mermoz, l'avenue Lénine, l'avenue Gabriel-Péri et la rue de Paris. Cette place, autrefois appelée Demi-Lune, constitue l'ancienne entrée de la ville.

## Historique

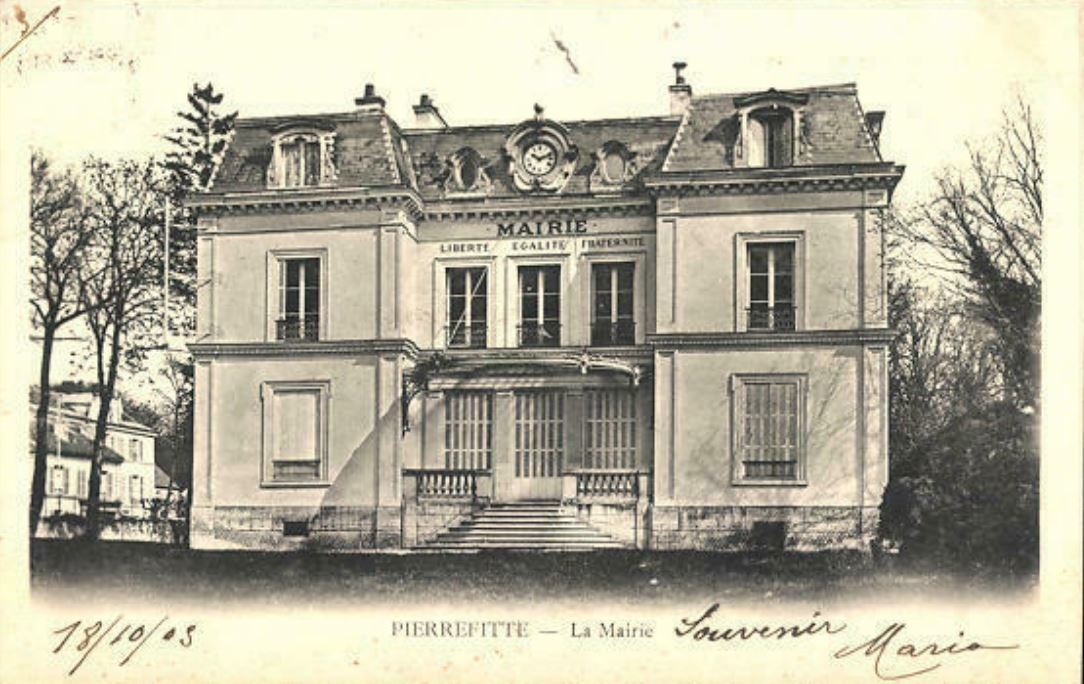
L'ancienne mairie.

À cet endroit se trouvait une maison bourgeoise construite en 1856 qui fut acquise par la municipalité en 1901 afin d'y établir la mairie. Cet édifice en pierre de taille était surmonté d'un toit à la Mansart couvert d'ardoise.
Elle fut modifiée  en 1938-1939 par l'architecte Roger Vinet.
Le 20 août 1944, la mairie est prise par les FFI.
De nouveaux travaux sont entrepris en 1961 par Jean Letu. Ils reprirent la structure de la façade principale du bâtiment existant. En 2010, on y adjoignit une extension, de grands escaliers menant à l’entrée principale afin d'améliorer son accessibilité, ainsi qu'un hall d’entrée vitré surmonté d’une façade en bardages de terre
cuite.

## Description

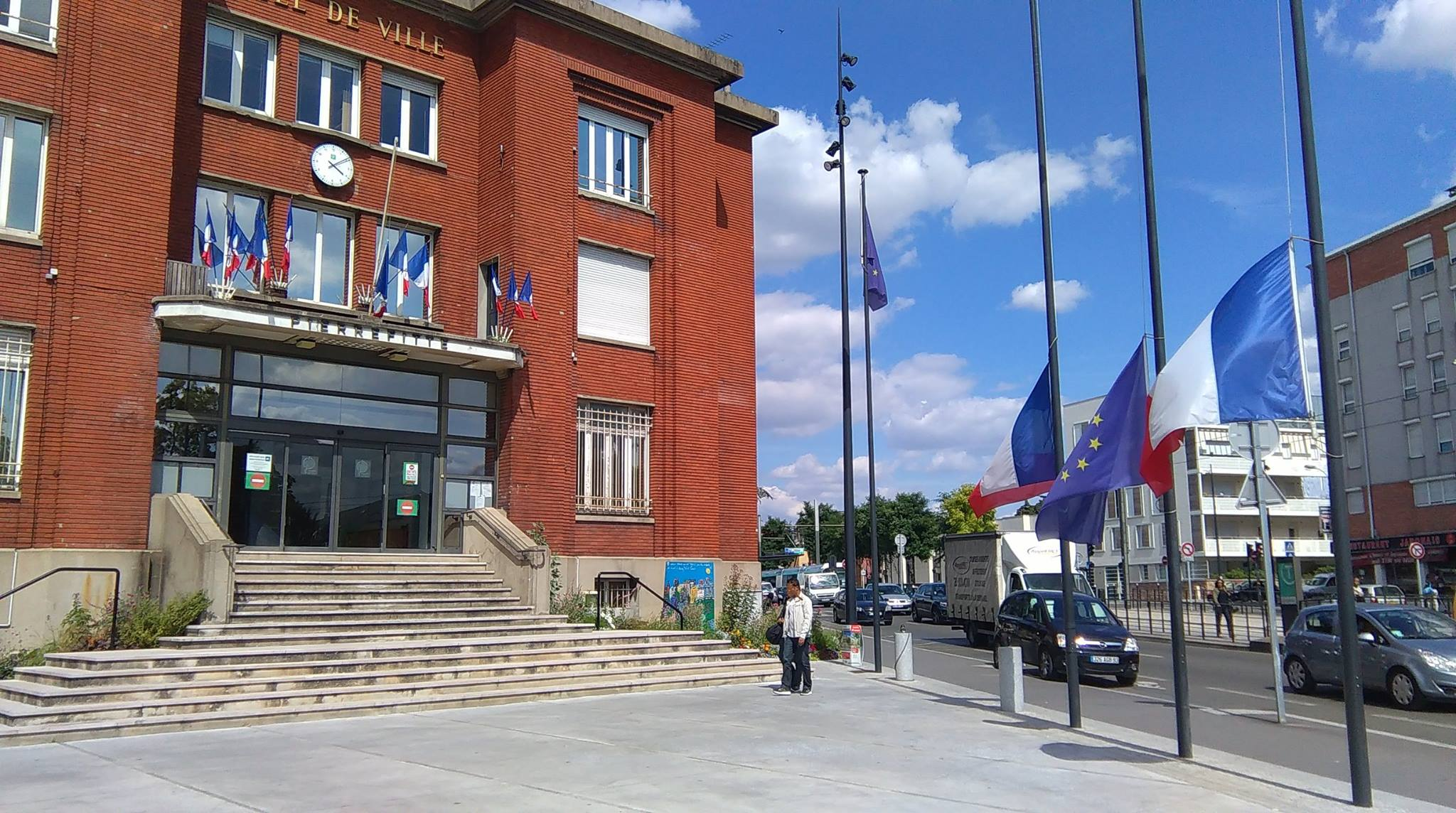
Drapeaux en berne en 2016.

C'est un immeuble de trois étages, au toit en terrasse, et dont la façade est de briques rouges. Elle composée de deux avant-corps encadrant une entrée dont l'escalier d'accès est surplombé d’un auvent et de trois travées.